# Ducey
Ducey és un municipi francès situat al departament de la Manche i a la regió de Normandia. L'any 2007 tenia 2.353 habitants.

## Demografia

### Població
El 2007 la població de fet de Ducey era de 2.353 persones. Hi havia 1.036 famílies de les quals 342 eren unipersonals (152 homes vivint sols i 190 dones vivint soles), 362 parelles sense fills, 248 parelles amb fills i 84 famílies monoparentals amb fills.
La població ha evolucionat segons el següent gràfic:
Habitants censats

### Habitatges
El 2007 hi havia 1.176 habitatges, 1.053 eren l'habitatge principal de la família, 55 eren segones residències i 68 estaven desocupats. 942 eren cases i 232 eren apartaments. Dels 1.053 habitatges principals, 584 estaven ocupats pels seus propietaris, 455 estaven llogats i ocupats pels llogaters i 14 estaven cedits a títol gratuït; 10 tenien una cambra, 80 en tenien dues, 243 en tenien tres, 322 en tenien quatre i 399 en tenien cinc o més. 661 habitatges disposaven pel capbaix d'una plaça de pàrquing. A 532 habitatges hi havia un automòbil i a 404 n'hi havia dos o més.

### Piràmide de població
La piràmide de població per edats i sexe el 2009 era:
| Homes | Edats   | Dones |
| ----- | ------- | ----- |
| 0     | 95 o +  | 28    |
| 0     | 90 a 94 | 36    |
| 16    | 85 a 89 | 20    |
| 8     | 80 a 84 | 32    |
| 36    | 75 a 79 | 84    |
| 60    | 70 a 74 | 92    |
| 72    | 65 a 69 | 80    |
| 64    | 60 a 64 | 84    |
| 52    | 55 a 59 | 36    |
| 72    | 50 a 54 | 76    |
| 96    | 45 a 49 | 72    |
| 56    | 40 a 44 | 68    |
| 80    | 35 a 39 | 52    |
| 76    | 30 a 34 | 60    |
| 64    | 25 a 29 | 56    |
| 60    | 20 a 24 | 44    |
| 56    | 15 a 19 | 60    |
| 56    | 10 a 14 | 76    |
| 52    | 5 a 9   | 44    |
| 52    | 0 a 4   | 40    |

## Economia
El 2007 la població en edat de treballar era de 1.327 persones, 1.006 eren actives i 321 eren inactives. De les 1.006 persones actives 920 estaven ocupades (488 homes i 432 dones) i 87 estaven aturades (45 homes i 42 dones). De les 321 persones inactives 182 estaven jubilades, 74 estaven estudiant i 65 estaven classificades com a «altres inactius».

### Ingressos
El 2009 a Ducey hi havia 1.097 unitats fiscals que integraven 2.432 persones, la mediana anual d'ingressos fiscals per persona era de 16.983 €.

### Activitats econòmiques
Dels 139 establiments que hi havia el 2007, 6 eren d'empreses extractives, 4 d'empreses alimentàries, 1 d'una empresa de fabricació de material elèctric, 2 d'empreses de fabricació d'elements pel transport, 4 d'empreses de fabricació d'altres productes industrials, 14 d'empreses de construcció, 29 d'empreses de comerç i reparació d'automòbils, 5 d'empreses de transport, 11 d'empreses d'hostatgeria i restauració, 1 d'una empresa d'informació i comunicació, 7 d'empreses financeres, 5 d'empreses immobiliàries, 11 d'empreses de serveis, 27 d'entitats de l'administració pública i 12 d'empreses classificades com a «altres activitats de serveis».
Dels 40 establiments de servei als particulars que hi havia el 2009, 1 era una gendarmeria, 1 oficina de correu, 3 oficines bancàries, 2 funeràries, 1 taller de reparació d'automòbils i de material agrícola, 1 taller d'inspecció tècnica de vehicles, 2 autoescoles, 1 paleta, 3 guixaires pintors, 4 fusteries, 2 lampisteries, 3 empreses de construcció, 5 perruqueries, 2 veterinaris, 6 restaurants, 2 agències immobiliàries i 1 saló de bellesa.
Dels 13 establiments comercials que hi havia el 2009, 1 era una gran superfície de material de bricolatge, 3 fleques, 3 carnisseries, 1 una peixateria, 1 una llibreria, 1 una sabateria, 1 una botiga de material de revestiment de parets i terra i 2 floristeries.
L'any 2000 a Ducey hi havia 56 explotacions agrícoles que ocupaven un total de 408 hectàrees.

## Equipaments sanitaris i escolars
El 2009 hi havia 2 farmàcies i 2 ambulàncies.
El 2009 hi havia 1 escola maternal i 2 escoles elementals. Ducey disposava d'un col·legi d'educació secundària amb 293 alumnes.

## Poblacions més properes
El següent diagrama mostra les poblacions més properes.